# Premio Cundill
Il Premio Cundill (Cundill History Prize), è un premio letterario canadese assegnato alla miglior opera di saggistica storica in grado di unire l'erudizione ai meriti letterari.
Aperto ad autori provenienti da tutto il mondo purché tradotti in inglese, è stato istituito nel 2008 dall'investitore e filantropo Francis Peter Cundill.
Amministrato dall'Università McGill, riconosce al vincitore un premio di 75000 dollari, mentre ogni finalista ne riceve 10000.

## Albo d'oro
In grassetto i vincitori
2024
- Kathleen DuVal, Native Nations: A Millennium in North America[6]
- Gary J. Bass, Judgment at Tokyo: World War II on Trial and the Making of Modern Asia
- Dylan C. Penningroth, Before the Movement: The Hidden History of Black Civil Rights

2023
- Tania Branigan, Red Memory: Living, remembering and forgetting China’s Cultural Revolution[7]
- Kate Cooper, Queens of a Fallen World: The lost women of Augustine’s Confessions
- James Morton Turner, Charged: A history of batteries and lessons for a clean energy future

2022
- Tiya Miles, All That She Carried: The Journey of Ashley's Sack, a Black Family Keepsake[8]
- Ada Ferrer, Cuba: An American History
- Vladislav Zubok, Collapse: The Fall of the Soviet Union

2021
- Marjoleine Kars, Blood on the River: a Chronicle of Mutiny and Freedom on the Wild Coast[9]
- Rebecca Clifford, Survivors: Children’s Lives after the Holocaust
- Marie Favereau, The Horde: How the Mongols Changed the World

2020
- Camilla Townsend, Fifth Sun: A New History of the Aztecs[10]
- Vincent Brown, Tacky’s Revolt: The Story of An Atlantic Slave War
- William Dalrymple, Anarchia (The Anarchy: The Relentless Rise of the East India Company)

2019
- Julia Lovell, Maoism: A Global History[11]
- Mary Fulbrook, Reckonings: Legacies of Nazi Persecution and the Quest for Justice
- Jill Lepore, Queste verità: una storia degli Stati Uniti d'America (These Truths: A History of the United States)

2018
- Maya Jasanoff, The Dawn Watch: Joseph Conrad in a Global World[12]
- Caroline Fraser, Prairie Fires: The American Dreams of Laura Ingalls Wilder
- Sam White, A Cold Welcome: The Little Ice Age and Europe’s Encounter with North America

2017
- Daniel Beer, La casa dei morti: la Siberia sotto gli zar (The House of the Dead: Siberian Exile Under the Tsars)
- Christopher Goscha, Vietnam: A New History
- Walter Scheidel, La grande livellatrice: violenza e disuguaglianza dalla preistoria a oggi (The Great Leveler: Violence and the History of Inequality from the Stone Age to the Twenty-First Century)

2016
- Thomas W. Laqueur, The Work of the Dead: A Cultural History of Mortal Remains
- David Wootton, La scintilla della creazione: come le invenzioni dell'uomo hanno trasformato il mondo (The Invention of Science: A New History of the Scientific Revolution)
- Andrea Wulf, L'invenzione della natura (The Invention of Nature: Alexander von Humboldt's New World)

2015
- Susan Pedersen, The Guardians: The League of Nations and the crisis of Empire
- Sven Beckert, L'impero del cotone: una storia globale (Empire of Cotton: A Global History)
- Bettina Stangneth, La verità del male: Eichmann prima di Gerusalemme (Eichmann before Jerusalem: The Unexamined Life of a Mass Murderer )

2014
- Gary J. Bass, The Blood Telegram: Nixon, Kissinger, and a Forgotten Genocide
- Richard Overy, The Bombing War: Europe 1939-45
- David Van Reybrouck, Congo (Congo. Een geschiedenis)

2013
- Anne Applebaum, La cortina di ferro. La disfatta dell'Europa dell'Est, 1944-1956 (ron Curtain: The Crushing of Eastern Europe 1944-1956)
- Christopher Clark, I sonnambuli: come l'Europa arrivò alla Grande Guerra (The Sleepwalkers: How Europe Went To War In 1914)
- Fredrik Logevall, Embers of War: The Fall of an Empire and the Making of America's Vietnam

2012
- Stephen Platt, Autumn in the Heavenly Kingdom: China, The West, and The Epic Story of the Taiping Civil War
- Steven Pinker, Il declino della violenza (The Better Angels of Our Nature: Why Violence Has Declined)
- Andrew Preston, Sword of the Spirit, Shield of Faith: Religion in American War and Diplomacy

2011
- Sergio Luzzatto, Padre Pio. Miracoli e politica nell'Italia del Novecento (Padre Pio: Miracles and Politics in a Secular Age)[13]
- Timothy D. Snyder, Terre di sangue. L'Europa nella morsa di Hitler e Stalin (Bloodlands: Europe Between Hitler and Stalin)
- Maya Jasanoff, Liberty's Exiles: American Loyalists in the Revolutionary World

2010
- Diarmaid MacCulloch, A History of Christianity: The First Three Thousand Years
- Giancarlo Casale, The Ottoman Age of Exploration
- Marla Miller, Betsy Ross and the Making of America

2009
- Lisa Jardine, Going Dutch: How England Plundered Holland's Glory
- David Hackett Fischer, Champlain's Dream
- Pekka Hämäläinen, The Comanche Empire

2008
- Stuart B. Schwartz, All Can Be Saved: Religious Tolerance and Salvation in the Iberian Atlantic World
- Harold J. Cook, Matters of Exchange: Commerce, Medicine, and Science in the Dutch Golden Age
- Peter Fritzsche, Vita e morte nel Terzo Reich (Life and Death in the Third Reich)